# Municipio de Hayes (condado de Custer)
El municipio de Hayes (en inglés: Hayes Township) es un municipio ubicado en el condado de Custer en el estado estadounidense de Nebraska. En el año 2010 tenía una población de 26 habitantes y una densidad poblacional de 0,06 personas por km².

## Geografía
El municipio de Hayes se encuentra ubicado en las coordenadas 41°39′12″N 100°6′17″O / 41.65333, -100.10472. Según la Oficina del Censo de los Estados Unidos, el municipio tiene una superficie total de 469.05 km², de la cual 469,05 km² corresponden a tierra firme y (0 %) 0 km² es agua.

## Demografía
Según el censo de 2010, había 26 personas residiendo en el municipio de Hayes. La densidad de población era de 0,06 hab./km². De los 26 habitantes, el municipio de Hayes estaba compuesto por el 100 % blancos. Del total de la población el 0 % eran hispanos o latinos de cualquier raza.